# Associação de Intervenção Democrática

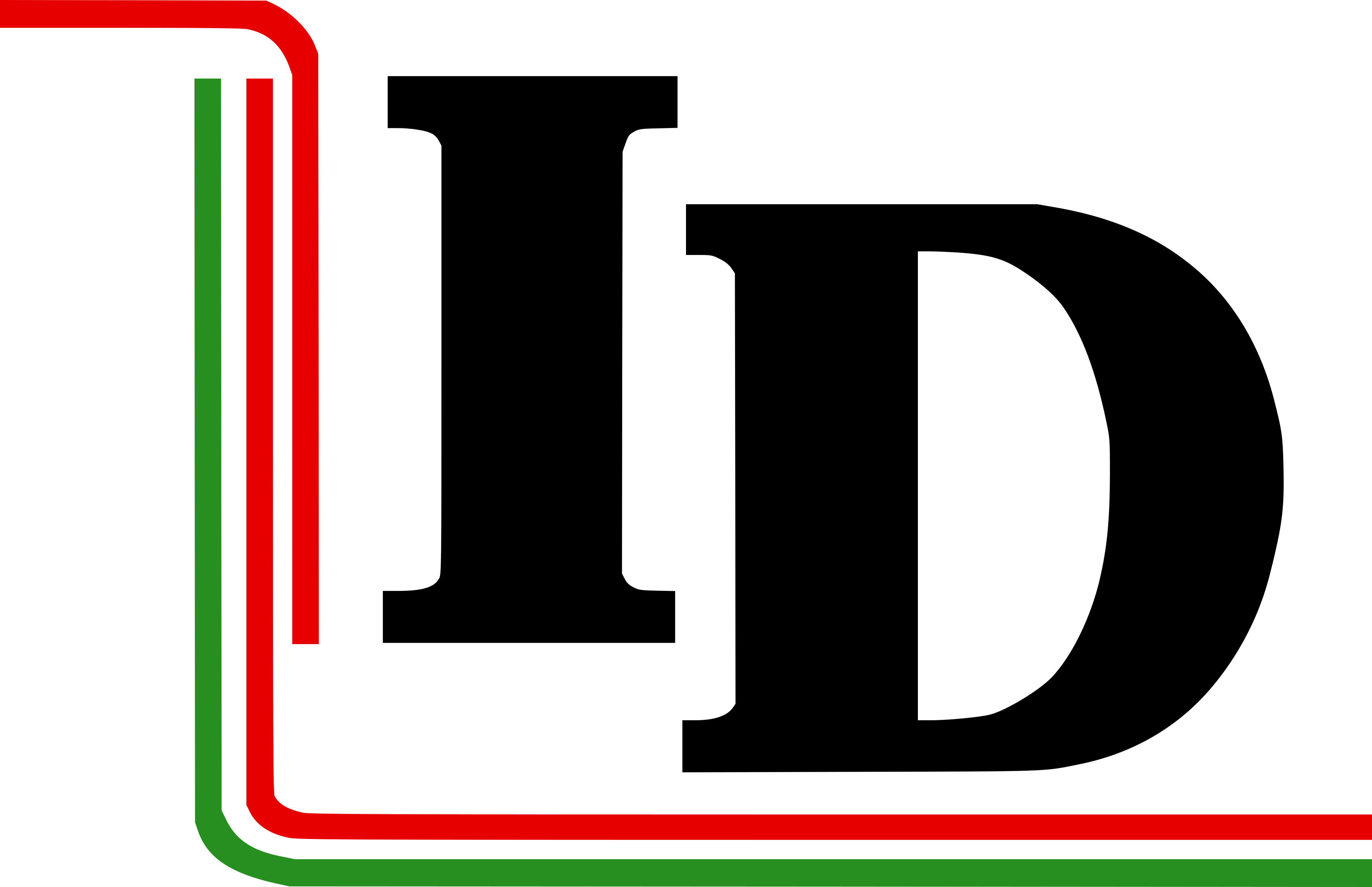

Die Associação de Intervenção Democrática (ID, dt. etwa: Verein der demokratischen Intervention, meist nur Intervenção Democrática) ist eine portugiesische linke politische Organisation. 
Die ID wurde 1987 als Abspaltung vom Movimento Democrático Português gegründet. Bei der Parlamentswahl in Portugal 1987 errangen zwei Politiker der ID Sitze über die Liste des Wahlbündnisses CDU. Bis zum Juli 1988 bildeten die beiden ID-Politiker eine eigene Fraktion, um sich danach der CDU-Fraktion anzuschließen.
Seither hielt die ID ihre Mitgliedschaft im Wahlbündnis CDU aufrecht, was in regelmäßigen Treffen mit der federführenden Kommunistischen Partei Portugals bisher stets erneuert wurde.